# New Orleans Privateers

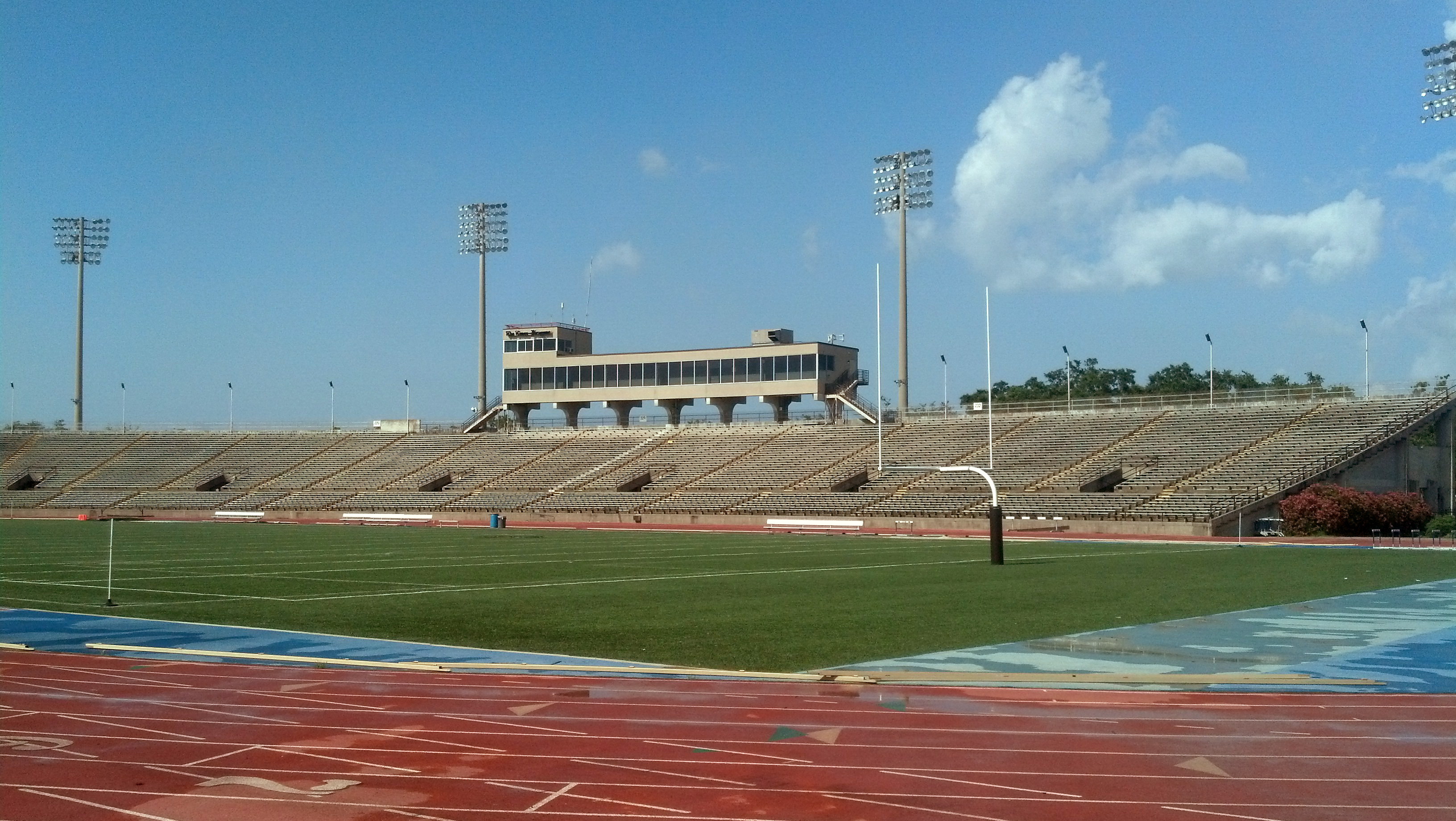
Tad Gormley Stadium.

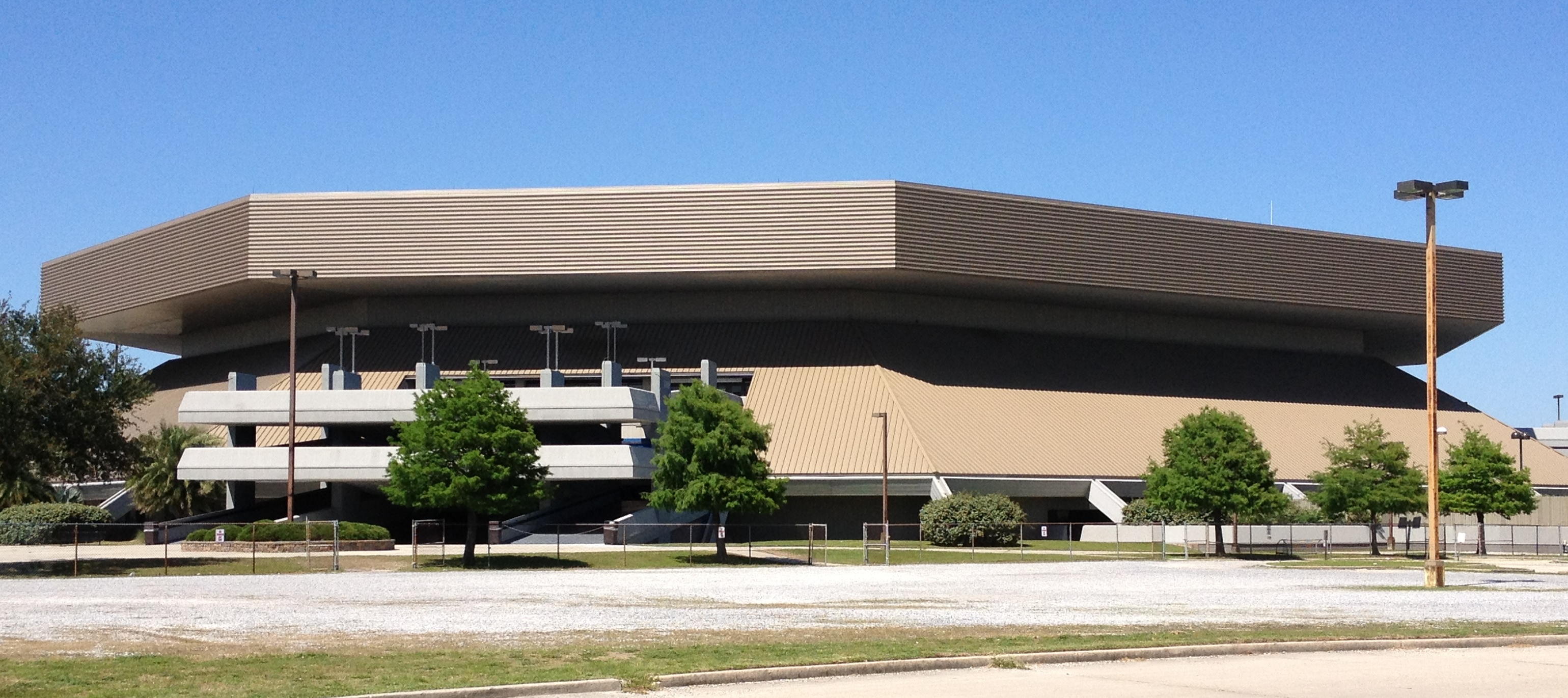
Lakefront Arena.

New Orleans Privateers (español: Corsarios de Nueva Orleans) es el equipo deportivo de la Universidad de Nueva Orleans, situada en Nueva Orleans, Luisiana. Los equipos de los Privateers participan en las competiciones universitarias organizadas por la NCAA, y forma parte de la Southland Conference.

## Programa deportivo
Los Privateers participan en las siguientes modalidades deportivas:
| - Masculino - Atletismo - Baloncesto - Béisbol - Campo a través - Golf - Tenis | - Femenino - Atletismo - Baloncesto - Campo a través - Golf - Tenis - Voleibol |

### Baloncesto
El equipo de baloncesto ha llegado a la fase final de la NCAA en 4 ocasiones, en los años 1987, 1991, 1993 y 1996, jugando el NIT en otras 6, la última de ellas en 1997. Cuando competía en la División II de la NCAA llegó en una ocasión a la final del campeonato, en 1975.
7 jugadores han llegado a la NBA, siendo las carreras más extensas las de Wayne Cooper y Ervin Johnson.